# Журавлёва, Людмила Васильевна
Людмила Васильевна Журавлёва (22 мая 1946) — советский, российский и украинский астроном. Работала в Крымской астрофизической обсерватории. В её честь назван астероид (26087) Журавлёва.

## Биография
Родилась 22 мая 1946 года в городе Козьмодемьянске. Её отец и мать родились и жили в Воскресенском районе Нижегородской области. В этом районе, который она считает родным, Журавлёва окончила среднюю школу, а затем вечернюю среднюю школу рабочей молодежи.
В 1970 году окончила Горьковский государственный университет по специальности «математика». С 15 мая 1972 года по 1 июня 1998 года являлась научным сотрудником Крымской группы Института теоретической астрономии Академии наук СССР, а с 1 июня 1998 до выхода на пенсию 1 декабря 2003 года — научным сотрудником Крымской астрофизической обсерватории.

## Открытия

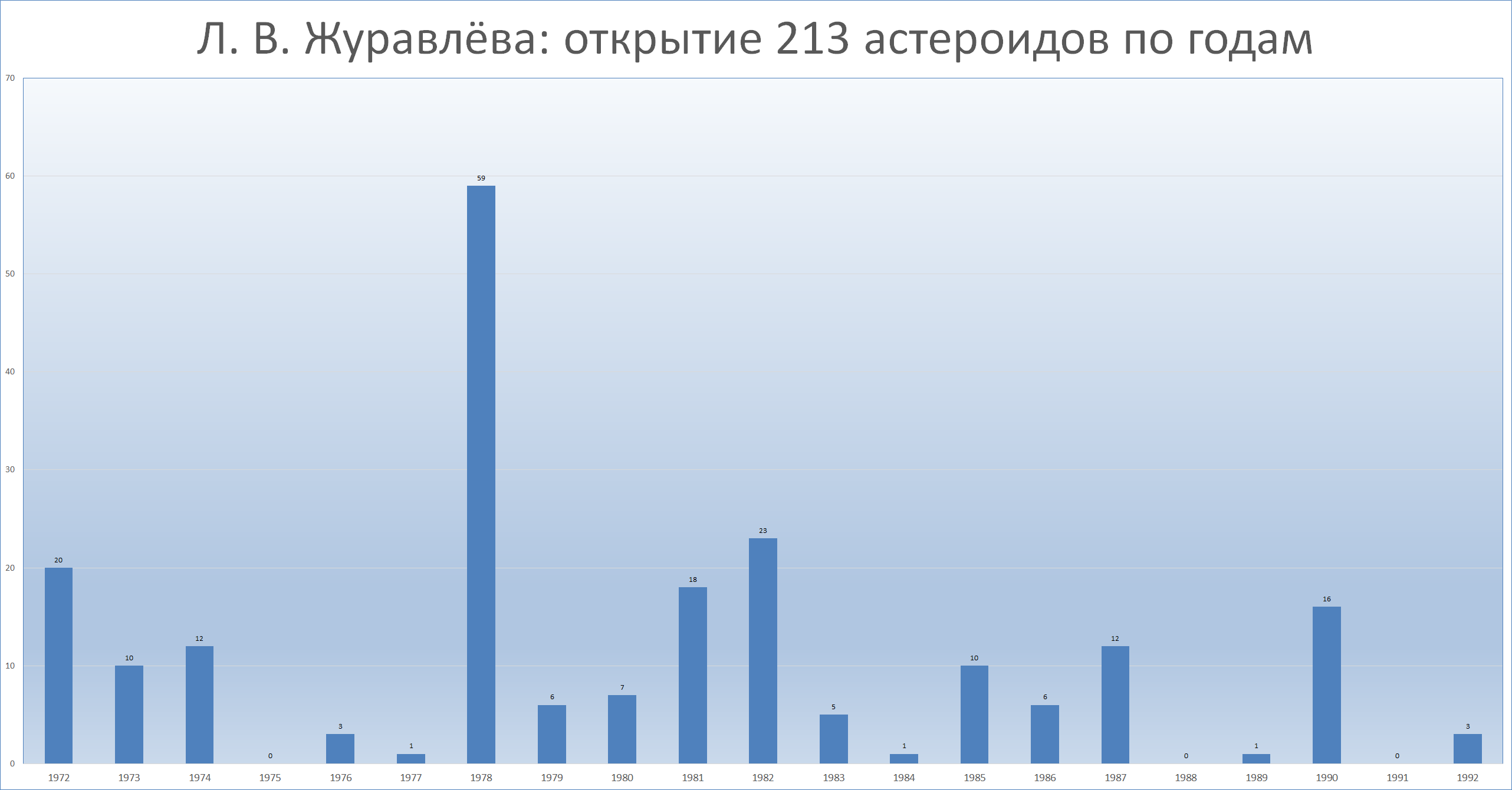
Открытие астероидов

В период с 1972 по 1992 годы лично открыла 200 малых планет и 13 совместно с другими астрономами. В рейтинге первооткрывателей малых планет занимает 58 место из 1423 астрономов.
На её счету такие малые планеты, как (1858) Лобачевский, (1859) Ковалевская, (1909) Алехин, (1959) Карбышев, (2188) Орлёнок, (2374) ВладВысоцкий, (2562) Шаляпин, (2576) Есенин, (2720) Пётр Первый, (2740) Цой, (3067) Ахматова, (3108) Любовь, (3214) Макаренко, (3260) Визбор, (4166) Понтрягин, (9838) Фальц-Фейн, (32766) Воскресенское и многие другие.
| Открытых астероидов: 213                                          | Открытых астероидов: 213 |
| ----------------------------------------------------------------- | ------------------------ |
| (1858) Лобачевский                                                | 18 августа 1972          |
| (1859) Ковалевская                                                | 4 сентября 1972          |
| (1909) Алехин                                                     | 4 сентября 1972          |
| (1910) Михайлов                                                   | 8 октября 1972           |
| (1959) Карбышев                                                   | 14 июля 1972             |
| (2015) Качуевская                                                 | 4 сентября 1972          |
| (2098) Зыскин                                                     | 18 августа 1972          |
| (2130) Евдокия                                                    | 22 августа 1974          |
| (2173) Маресьев                                                   | 22 августа 1974          |
| (2188) Орлёнок                                                    | 28 октября 1976          |
| (2233) Кузнецов                                                   | 3 декабря 1972           |
| (2283) Бунке                                                      | 26 сентября 1974         |
| (2310) Ольшания                                                   | 26 сентября 1974         |
| (2374) Владвысоцкий                                               | 22 августа 1974          |
| (2423) Ибаррури                                                   | 14 июля 1972             |
| (2475) Семёнов                                                    | 8 октября 1972           |
| (2562) Шаляпин                                                    | 27 марта 1973            |
| (2576) Есенин                                                     | 17 августа 1974          |
| (2702) Батраков                                                   | 26 сентября 1978         |
| (2720) Пётр Первый                                                | 6 сентября 1972          |
| (2740) Цой                                                        | 26 сентября 1974         |
| (2760) Кача                                                       | 8 октября 1980           |
| (2768) Горький                                                    | 6 сентября 1972          |
| (2771) Ползунов                                                   | 26 сентября 1978         |
| (2850) Можайский                                                  | 2 октября 1978           |
| (2890) Вилюйск                                                    | 26 сентября 1978         |
| (2979) Мурманск                                                   | 2 октября 1978           |
| (3039) Янгель                                                     | 26 сентября 1978         |
| (3067) Ахматова[1]                                                | 14 октября 1982          |
| (3074) Попов                                                      | 24 декабря 1979          |
| (3095) Омархайям                                                  | 8 сентября 1980          |
| (3108) Любовь                                                     | 18 августа 1972          |
| (3157) Новиков                                                    | 25 сентября 1973         |
| (3190) Апошанский                                                 | 26 сентября 1978         |
| (3214) Макаренко                                                  | 2 октября 1978           |
| (3231) Мила                                                       | 4 сентября 1972          |
| (3260) Визбор                                                     | 20 сентября 1974         |
| (3376) Армандхаммер                                               | 21 октября 1982          |
| (3410) Верещагин                                                  | 26 сентября 1978         |
| (3442) Яшин                                                       | 2 октября 1978           |
| (3511) Цветаева[1]                                                | 14 октября 1982          |
| (3547) Серов                                                      | 2 октября 1978           |
| (3558) Шишкин                                                     | 26 сентября 1978         |
| (3566) Левитан                                                    | 24 декабря 1979          |
| (3586) Васнецов                                                   | 26 сентября 1978         |
| (3587) Декарт                                                     | 8 сентября 1981          |
| (3600) Архимед                                                    | 26 сентября 1978         |
| (3616) Глазунов                                                   | 3 мая 1984               |
| (3622) Ильинский                                                  | 29 сентября 1981         |
| (3624) Миронов[1]                                                 | 14 октября 1982          |
| (3655) Евпраксия                                                  | 26 сентября 1978         |
| (3657) Ермолова                                                   | 26 сентября 1978         |
| (3662) Дежнёв                                                     | 8 сентября 1980          |
| (3724) Анненский                                                  | 23 декабря 1979          |
| (3771) Алексей Толстой                                            | 20 сентября 1974         |
| (3803) Тучкова                                                    | 2 октября 1981           |
| (3863) Гиляровский                                                | 26 сентября 1978         |
| (3889) Меншиков                                                   | 6 сентября 1972          |
| (3925) Третьяков                                                  | 19 сентября 1977         |
| (3930) Васильев                                                   | 25 октября 1982          |
| (3940) Ларион                                                     | 27 марта 1973            |
| (3964) Данилевский                                                | 12 сентября 1974         |
| (3969) Росси                                                      | 9 октября 1978           |
| (3971) Воронихин                                                  | 23 декабря 1979          |
| (4005) Дягилев                                                    | 8 октября 1972           |
| (4032) Чаплыгин                                                   | 22 октября 1985          |
| (4053) Черкасов                                                   | 2 октября 1981           |
| (4070) Розов                                                      | 8 сентября 1980          |
| (4086) Подалирий                                                  | 9 ноября 1985            |
| (4118) Света                                                      | 15 октября 1982          |
| (4144) Владвасильев                                               | 28 сентября 1981         |
| (4145) Максимова                                                  | 29 сентября 1981         |
| (4166) Понтрягин                                                  | 26 сентября 1978         |
| (4167) Риман                                                      | 2 октября 1978           |
| (4214) Вералинн                                                   | 22 октября 1987          |
| (4303) Савицкий                                                   | 25 сентября 1973         |
| (4311) Згуриди                                                    | 26 сентября 1978         |
| (4363) Сергей                                                     | 2 октября 1978           |
| (4366) Веникаган                                                  | 24 декабря 1979          |
| (4430) Говорухин                                                  | 26 сентября 1978         |
| (4434) Никулин                                                    | 8 сентября 1981          |
| (4524) Барклайдетолли                                             | 8 сентября 1981          |
| (4729) Михаилмиль                                                 | 8 сентября 1980          |
| (4740) Вениамина                                                  | 22 октября 1985          |
| (4778) Фусс                                                       | 9 октября 1978           |
| (4787) Шульженко                                                  | 6 сентября 1986          |
| (4811) Семашко                                                    | 25 сентября 1973         |
| (4870) Щербань                                                    | 25 октября 1989          |
| (4936) Бутаков                                                    | 22 октября 1985          |
| (4992) Кальман                                                    | 25 октября 1982          |
| (5096) Лузин                                                      | 5 сентября 1983          |
| (5101) Ахмеров                                                    | 22 октября 1985          |
| (5301) Новобранец                                                 | 20 сентября 1974         |
| (5304) Баженов                                                    | 2 октября 1978           |
| (5412) Роу                                                        | 25 сентября 1973         |
| (5419) Бенуа                                                      | 29 сентября 1981         |
| (5421) Уланова[1]                                                 | 14 октября 1982          |
| (5495) Румянцев                                                   | 6 сентября 1972          |
| (5544) Казаков                                                    | 2 октября 1978           |
| (5545) Макаров                                                    | 1 ноября 1978            |
| (5572) Блискунов                                                  | 26 сентября 1978         |
| (5681) Бакулев                                                    | 15 сентября 1990         |
| (5781) Бархатова[2]                                               | 24 сентября 1990         |
| (5809) Кулибин                                                    | 4 сентября 1987          |
| (5994) Якубович                                                   | 29 сентября 1981         |
| (6082) Тимирязев                                                  | 21 октября 1982          |
| (6162) Прохоров                                                   | 25 сентября 1973         |
| (6220) Степанмакаров                                              | 26 сентября 1978         |
| (6631) Пятницкий                                                  | 4 сентября 1983          |
| (6681) Прокопович                                                 | 6 сентября 1972          |
| (6682) Макарий                                                    | 25 сентября 1973         |
| (6719) Галлай[2]                                                  | 16 октября 1990          |
| (6754) Бурденко                                                   | 28 октября 1976          |
| (6954) Потёмкин                                                   | 4 сентября 1987          |
| (6955) Екатерина                                                  | 25 сентября 1987         |
| (7161) Голицын                                                    | 25 октября 1982          |
| (7223) Долгорукий[1]                                              | 14 октября 1982          |
| (7224) Веснина                                                    | 15 октября 1982          |
| (7268) Чигорин                                                    | 3 октября 1972           |
| (7278) Штоколов                                                   | 22 октября 1985          |
| (7320) Поттер                                                     | 2 октября 1978           |
| (7381) Мамонтов                                                   | 8 сентября 1981          |
| (7382) Боженкова                                                  | 8 сентября 1981          |
| (7413) Галибина[2]                                                | 24 сентября 1990         |
| (7555) Венволков                                                  | 28 сентября 1981         |
| (7736) Нижний Новгород                                            | 8 сентября 1981          |
| (7858) Болотов                                                    | 26 сентября 1978         |
| (7913) Парфёнов                                                   | 9 октября 1978           |
| (7950) Берёзов                                                    | 28 сентября 1992         |
| (7979) Пожарский                                                  | 26 сентября 1978         |
| (8088) Австралия[2]                                               | 23 сентября 1990         |
| (8134) Минин                                                      | 26 сентября 1978         |
| (8145) Валуйки                                                    | 5 сентября 1983          |
| (8151) Андранада                                                  | 12 августа 1986          |
| (8181) Россини                                                    | 28 сентября 1992         |
| (8332) Иванцветаев[1]                                             | 14 октября 1982          |
| (8471) Обрант                                                     | 5 сентября 1983          |
| (8477) Андрейкиселёв                                              | 6 сентября 1986          |
| (8498) Уфа                                                        | 15 сентября 1990         |
| (8612) Буров                                                      | 26 сентября 1978         |
| (8982) Орешек                                                     | 25 сентября 1973         |
| (9014) Святорихтер                                                | 22 октября 1985          |
| (9017) Бабаджанян                                                 | 2 октября 1986           |
| (9034) Олеюрия                                                    | 26 августа 1990          |
| (9156) Маланин                                                    | 15 октября 1982          |
| (9514) Дейнека                                                    | 27 сентября 1973         |
| (9533) Алексейлеонов                                              | 28 сентября 1981         |
| (9567) Сургут                                                     | 22 октября 1987          |
| (9612) Белгород                                                   | 4 сентября 1992          |
| (9741) Солохин                                                    | 22 октября 1987          |
| (9838) Фальц-Фейн                                                 | 4 сентября 1987          |
| (9848) Югра                                                       | 26 августа 1990          |
| (9914) Обухова                                                    | 28 октября 1976          |
| (10014) Шаим                                                      | 26 сентября 1978         |
| (10016) Юган                                                      | 26 сентября 1978         |
| (10261) Никдоллежаль                                              | 22 августа 1974          |
| (10266) Владишухов                                                | 26 сентября 1978         |
| (10313) Ванесса-Мэй                                               | 26 августа 1990          |
| (10504) Дога                                                      | 22 октября 1987          |
| (10675) Харламов                                                  | 1 ноября 1978            |
| (10684) Бабкина                                                   | 8 сентября 1980          |
| (10711) Псков                                                     | 15 октября 1982          |
| (10728) Владимирфок                                               | 4 сентября 1987          |
| (10729) Цветкова                                                  | 4 сентября 1987          |
| (11268) Спасский                                                  | 22 октября 1985          |
| (11445) Федотов                                                   | 26 сентября 1978         |
| (11446) Бетанкур                                                  | 9 октября 1978           |
| (11791) Софияварзар                                               | 26 сентября 1978         |
| (11792) Сидоровский                                               | 26 сентября 1978         |
| (11793) Чуйковия                                                  | 2 октября 1978           |
| (11826) Юрийгромов                                                | 25 октября 1982          |
| (12191) Воронцова                                                 | 9 октября 1978           |
| (12199) Сульман                                                   | 8 октября 1980           |
| (12704) Туполев[2]                                                | 24 сентября 1990         |
| (12978) Ивашов                                                    | 26 сентября 1978         |
| (12979) Евгалвасильев                                             | 26 сентября 1978         |
| (13010) Германтитов                                               | 29 августа 1986          |
| (13046) Алиев                                                     | 31 августа 1990          |
| (13049) Бутов                                                     | 15 сентября 1990         |
| (13923) Петергоф                                                  | 22 октября 1985          |
| (14318) Бузинов                                                   | 26 сентября 1978         |
| (14349) Никитамихалков                                            | 22 октября 1985          |
| (14819) Николайлавёров                                            | 25 октября 1982          |
| (15203) Гришанин                                                  | 26 сентября 1978         |
| (15220) Сумеркин                                                  | 28 сентября 1981         |
| (15231) Эдита                                                     | 4 сентября 1987          |
| (15258) Алфилипенко                                               | 15 сентября 1990         |
| (16419) Ковалёв                                                   | 24 сентября 1987         |
| (18295) Бориспетров                                               | 2 октября 1978           |
| (18321) Бобров                                                    | 25 октября 1982          |
| (20965) Кутафин                                                   | 26 сентября 1978         |
| (22253) Сиверс                                                    | 26 сентября 1978         |
| (22276) Белкин                                                    | 21 октября 1982          |
| (23411) Баянова                                                   | 26 сентября 1978         |
| (23436) Алекфурсенко                                              | 21 октября 1982          |
| (24602) Мозжорин                                                  | 3 октября 1972           |
| (24611) Светочка                                                  | 26 сентября 1978         |
| (24637) Ольгуша                                                   | 8 сентября 1981          |
| (24697) Растрелли[2]                                              | 24 сентября 1990         |
| (26795) Басилашвили                                               | 26 сентября 1978         |
| (27659) Дольский                                                  | 26 сентября 1978         |
| (27660) Waterwayuni                                               | 2 октября 1978           |
| (30724) Петербургтриста                                           | 26 сентября 1978         |
| (30725) Климов                                                    | 26 сентября 1978         |
| (30821) Чернетенко                                                | 15 сентября 1990         |
| (32766) Воскресенское                                             | 21 октября 1982          |
| (32768) Александрипатов                                           | 5 сентября 1983          |
| (32807) Кваренги[2]                                               | 24 сентября 1990         |
| (35053) Ройюрий                                                   | 25 октября 1982          |
| (42479) Толик                                                     | 28 сентября 1981         |
| (46539) Виктортихонов                                             | 24 октября 1982          |
| (65637) ЦНИИмаш                                                   | 14 ноября 1979           |
| (69262) 1986 PV6                                                  | 12 августа 1986          |
| 1. совместно с Людмилой Карачкиной 2. совместно с Галиной Кастель |                          |

## Награды
Является почётным гражданином Воскресенского муниципального района Нижегородской области.
Награждена медалью Астрономического совета АН СССР «За обнаружение новых астрономических объектов» в 1984 году; серебряной медалью Фонда Светлейшего Князя А. Д. Меншикова за открытие малых планет и присвоение им названий «Меншиков» и «Березов» в 1999 году.
3 марта 2016 года решением Высшего Совета за большой вклад в укрепление могущества и славы России удостоена звания лауреата Форума «Общественное признание» № 4158.